# ハドソン・ゲーム・ミュージック
HUDSON GAME MUSIC（ハドソン・ゲーム・ミュージック）はハドソンのゲームの曲を収録したサウンドトラック。G.M.O.レコード第三弾として1986年に発売された。
A面にオリジナルバージョン、B面にアレンジバージョンが集約されている。オリジナルバージョンは音楽と同時に効果音も収録。

## 収録曲

### SIDE A
（オリジナル・サイド）
1. スターソルジャー　（作曲：国本剛章）
2. ナッツ&ミルク
3. バイナリィランド
  - BGMの原曲はエリック・サティの「ジュ・トゥ・ヴー」、ラウンドクリアBGMの原曲はベートーヴェンの交響曲第9番「歓喜の歌」
4. ボンバーマン　（作曲：竹間淳）
5. バンゲリング ベイ
6. チャンピオンシップロードランナー
7. チャレンジャー　（作曲：国本剛章）
  - 列車ステージBGMの原曲はフランツ・シューベルトの「軍隊行進曲」

### SIDE B
（アレンジ・サイド）
1. ボンバーマン
2. ナッツ&ミルク
3. バイナリィランド
4. チャンピオンシップロードランナー
5. スターソルジャー

## クレジット
- Recorded at LDK Studio, ALFA Studio"A"1986
- Engineered by Yasuhiko Terada
- Assistant Yasutaka Honda
- "Arrange Side" Arranged & Played by Yoshihiro Kunimoto
  - Except 8,12 Guitar by Kenji Iwakura
  - 12 Drums by Shinya Ishitsubo
  - 10 Strings by "Kaneko Asuka Group"
  - 10 Acoustic Piano by Masanobu Endoh
- Cover Designed by Toshinao Tsukui
- Special Thanks to Yasuhiro Ohhori